# Ганзейские дни Нового времени
«Ганзейские дни Нового времени» (нем. Hansetage der Neuzeit) – ежегодный международный фестиваль городов – участников Ганзейского союза Нового времени (Новой Ганзы). 
Фестиваль проводится с 1980 года, то есть с момента основания Новой Ганзы. Первый фестиваль «Ганзейские дни Нового времени» прошёл в городе Зволле (Нидерланды), в котором и было принято решение о воссоздании Ганзейского союза. С тех пор ежегодно для фестиваля «Ганзейские дни» отводится несколько дней, во время которых праздник проходит в одном из  городов Новой Ганзы. Выставки, ярмарки и другие городские мероприятия Ганзейских дней, связанные с темой торговли, направлены на восстановление духа средневекового Ганзейского союза. Город – хозяин фестиваля и города-гости стремятся показать себя как города с богатой историей, значительная часть которой была связана со средневековой Ганзой, однако продолжающие активно развиваться и сейчас. Помимо этого, во время фестиваля проходит международный форум, на котором представители городов Новой Ганзы обсуждают актуальные проблемы экономического и культурного сотрудничества.  
Решение о проведении «Ганзейских дней» принимается общим собранием делегатов городов-членов Ганзейского союза Нового времени. Существует очередность для получения права на проведение «Ганзейских дней». Так, Великий Новгород подал заявку на их проведение ещё а 1993 году, чтобы получить право провести их в 2009 году Фестиваль 2009 года стал первым опытом его проведения в России. Жители Великого Новгорода и гости города получили уникальную возможность увидеть своими глазами крупный международный фестиваль такого масштаба, ознакомиться с прошлым и настоящим ганзейских городов на презентационной ярмарке городов. В 2019 году фестиваль провели в Пскове.  

## Места проведения Ганзейских дней
- 1980 — Зволле (Нидерланды)
- 1982 — Дортмунд (Германия)
- 1983 — Любек (Германия)
- 1984 — Нойс (Германия)
- 1985 — Брауншвейг (Германия)
- 1986 — Дуйсбург (Германия)
- 1987 — Кальмар (Швеция)
- 1988 — Кёльн (Германия)
- 1989 — Гамбург (Германия)

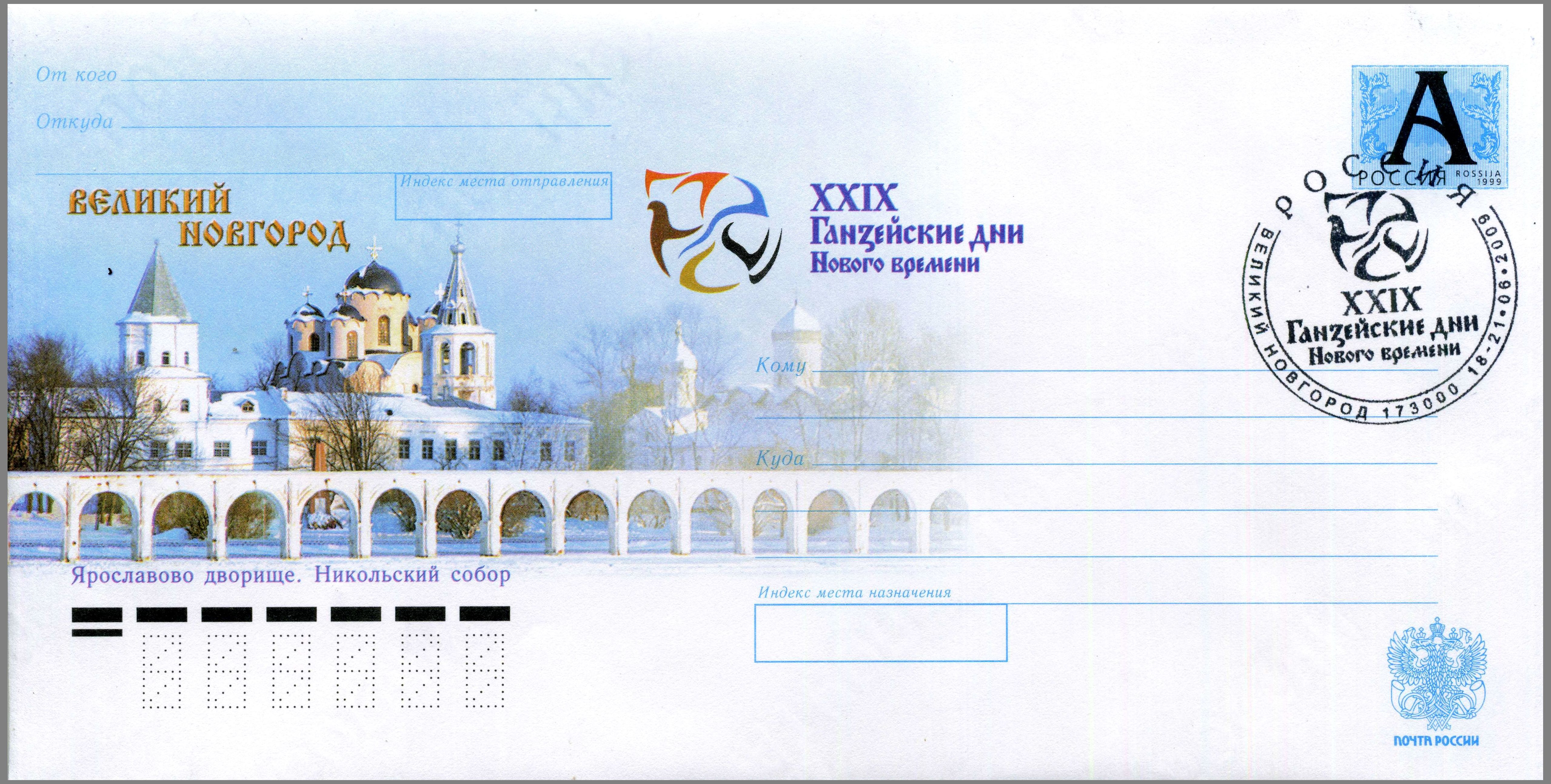
Художественный маркированный конверт со спецгашением, выпущенный к XXIX Ганзейским дням 2009 года в Великом Новгороде.

- 1990 — Девентер и Зютфен (Нидерланды)
- 1991 — Везель (Германия)
- 1992 — Таллин (Эстония)
- 1993 — Мюнстер (Германия)
- 1994 — Штаде (Германия)
- 1995 — Зост (Германия)
- 1996 — Берген (Норвегия)
- 1997 — Гданьск (Польша)
- 1998 — Висбю (Швеция)
- 1999 — Олдензал (Нидерланды)
- 2000 — Зволле (Нидерланды)
- 2001 — Рига (Латвия)
- 2002 — Брюгге (Бельгия)
- 2003 — Франкфурт-на-Одере (Германия) и Слубице (Польша)
- 2004 — Турку (Финляндия)
- 2005 — Тарту (Эстония)
- 2006 — Оснабрюк (Германия)
- 2007 — Липпштадт (Германия)
- 2008 — Зальцведель (Германия)
- 2009 — Великий Новгород (Россия)
- 2010 — Пярну (Эстония)
- 2011 — Каунас (Литва)
- 2012 — Люнебург (Германия)
- 2013 — Херфорд (Германия)
- 2014 — Любек (Германия)
- 2015 — Вильянди (Эстония)
- 2016 — Берген (Норвегия)
- 2017 — Кампен (Нидерланды)
- 2018 — Росток (Германия)
- 2019 — Псков (Россия)
- 2020 — Брилон (Германия)
- 2021 — Рига (Латвия)
- 2022 — Нойс (Германия)
- 2023 — Торунь (Польша)
- 2024 — Гданьск (Польша)
- 2025 — Висбю (Швеция)
- 2026 — Старгард-Щециньски (Польша)
- 2027 — Брауншвейг (Германия)
- 2028 — Штральзунд (Германия)
- 2029 — Висмар (Германия)
- 2030 — Зволле (Нидерланды)
- 2031 — Хардервейк (Нидерланды)
- 2032 — Эльблонг (Польша)
- 2033 — Псков (Россия)
- 2034 — Калининград (Россия)
- 2035 — ?
- 2036 — Варбург (Германия)
- 2037 — ?
- 2038 — ?
- 2039 — Великий Новгород (Россия)

## Русские Ганзейские дни
30 июля 2010 года в Великом Новгороде состоялась подписание учредительных документов о создании Союза русских Ганзейских городов. В новое объединение вошли 11 городов — официальных членов Ганзейского Союза Нового времени: Белозерск, Великий Новгород, Великий Устюг, Вологда, Ивангород,  Кингисепп, Псков, Торжок, Тотьма, Тихвин, Тверь. Калининград входит в Союз как ассоциированный участник. Центром нового объединения, по примеру Любека (Германия), являющегося столицей современного Ганзейского союза, в России стал Великий Новгород. В рамках соглашения о создании Союза было решено каждый год проводить в одном из городов — членов Союза Русские Ганзейские дни, аналогичные международным Ганзейским дням.
Первые Русские Ганзейские дни состоялись в июне 2011 года в Великом Новгороде, который в 2009 году принимал международные Ганзейские дни. Вторые Русские Ганзейские дни прошли в 2012 году в городе Белозерске, где они были совмещены с празднованием 1150-летия города. В 2013 году съезд ганзейских городов России состоялся в Пскове, одновременно с празднованием 1110-летия города. В 2014 году Русские Ганзейские дни прошли в Кингисеппе, в 2015 - в Торжке, в 2016 VI Русские Ганзейские дни проводились в Твери., в 2017 — в Тихвине, в 2018 — в Вологде, 2019 — Пскове, одновременно с XXIX Международными Ганзейскими днями.
Планами Союза русских Ганзейских городов предусмотрено проведение традиционных фестивалей в 2020 г. — в Великом Новгороде, 2022 г. — в Великом Устюге, в 2023 г. — в Ивангороде, в 2024 г. — в Вышнем Волочек.